# Obolodiplosis robiniae
Obolodiplosis robiniae är en tvåvingeart som först beskrevs av Samuel Stehman Haldeman 1847.  Obolodiplosis robiniae ingår i släktet Obolodiplosis och familjen gallmyggor. Inga underarter finns listade i Catalogue of Life.